# Städtische Galerie Karlsruhe
De Städtische Galerie Karlsruhe is een stedelijk museum voor moderne en hedendaagse kunst in het gebouwencomplex Zentrum für Kunst und Medientechnologie (ZKM) in de Duitse stad Karlsruhe.

## Geschiedenis
De geschiedenis van het museum gaat terug tot 1895, toen de stad besloot een collectie kunst en kunstnijverheid aan te schaffen. In 1896 kreeg het museum een belangrijke collectie grafische kunst uit de nalatenschap van de jurist Ferdinand Siegel (1783-1877) in zijn bezit, bestaande uit etsen en kopergravures van Duitse, Franse, Italiaanse en Nederlandse kunstenaars uit de vijftiende tot de achttiende eeuw. De stadscollectie groeide door schenkingen, nalatenschappen en aankopen, maar een eigen gebouw was niet voorhanden. De collectie werd tentoongesteld in de Badische Kunsthalle en veel werken bevonden zich in overheidsgebouwen en in de Hochschule für Musik. Aanvang zeventiger jaren viel het besluit in een eigen museumgebouw te voorzien. Op 8 mei 1981 werd de Städtische Galerie im Prinz-Max-Palais geopend in het Prinz-Max-Palais. Van 1981 tot 1997 was het museum hier gehuisvest.
In 1997 verhuisde het museum, dat werd omgedoopt in Städtische Galerie Karlsruhe, naar hal 10 van een voormalig fabriekscomplex aan de Lorenzstraße, waar tegelijkertijd het Zentrum für Kunst- und Medientechnologie (ZKM) werd geopend.

## Collectie

### Grafisch werk
De collectie Siegel bestaat uit grafisch werk van onder anderen Martin Schongauer, Albrecht Dürer, Jacques Callot, Claude Lorrain, Annibale Carracci, Canaletto, Antoon van Dyck alsmede Rembrandt van Rijn. Voorts bezit het museum moderne grafiek uit de twintigste en eenentwintigste eeuw van HAP Grieshaber, Rudolf Schoofs, Jörg Immendorff en Georg Baselitz.

### Kunst van na 1945
Het zwaartepunt van de collectie wordt gevormd door Duitse kunst na 1945, alsmede werk van studenten en docenten en hoogleraren van de Staatliche Akademie der Bildenden Künste Karlsruhe. Tot de permanent getoonde werken behoren, naast de collectie van de stad Karlsruhe, ook werken uit de bruiklenen van particulieren (zoals de Sammlung Garnatz ).
Tot de kunstenaars behoren onder anderen Georg Baselitz, Bernd en Hilla Becher, Marlene Dumas, Günther Förg, Karl Hubbuch, Willi Müller-Hufschmid, Jörg Immendorff, Per Kirkeby, Markus Lüpertz, A. R. Penck, Sigmar Polke en Rosemarie Trockel.
Daarnaast worden ook wisseltentoonstellingen georganiseerd.